# Rahotep (principe)
Rahotep (... – XXVI secolo a.C.) è stato un principe egizio durante la IV dinastia.
Fu probabilmente il figlio del faraone Snefru e della sua prima moglie, anche se Zahi Hawass ha ipotizzato che il padre in realtà fosse Huni.
| r · D36 | R4 · t · p |

R htp ("Ra è soddisfatto")

## Biografia
La scoperta della sua mastaba, avvenuta nel 1871 nella necropoli di Meidum, ha portato alla luce una pregevole coppia di statue che rappresentano Rahotep stesso e la moglie, Nofret.

La statua di Rahotep porta iscritti i suoi titoli e le sue cariche: viene descritto come Gran Sacerdote di Ra a Eliopoli (con il titolo aggiunto di Maggiore dei Veggenti), Direttore delle Spedizioni e Supervisore delle Opere. 

Possiede anche un titolo conferitogli evidentemente dalla sua posizione in seno alla famiglia reale: Il figlio del re, generato dal suo corpo.
Il fratello maggiore di Rahotep fu Nefermaat mentre suo fratello minore fu Ranefer. Rahotep morì giovane, e fu così il fratellastro Medjedu Khnum-Khufu, più noto come Cheope, a diventare faraone alla morte di Snefru.
Nofret e Rahotep ebbero tre figli – Djedi, Itu e Neferkau – e tre figlie – Mereret, Nedjemib e Sethtet. Sono tutti rappresentati sulle pareti della tomba di Rahotep.

## La statua della coppia
La splendida statua, in ottimo stato, è esposta al Museo egizio del Cairo, nelle sale delle statue del Regno Antico (I° - V° dinastia).
- Nofret 
| nfr | f&r&t |

| B1 |
(Nfr t)[8] ossia "Bella"

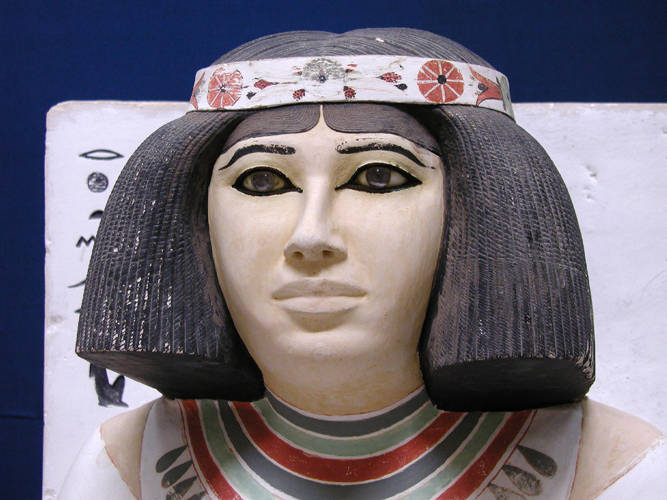
Nofret (Nfr t) ossia "Bella"
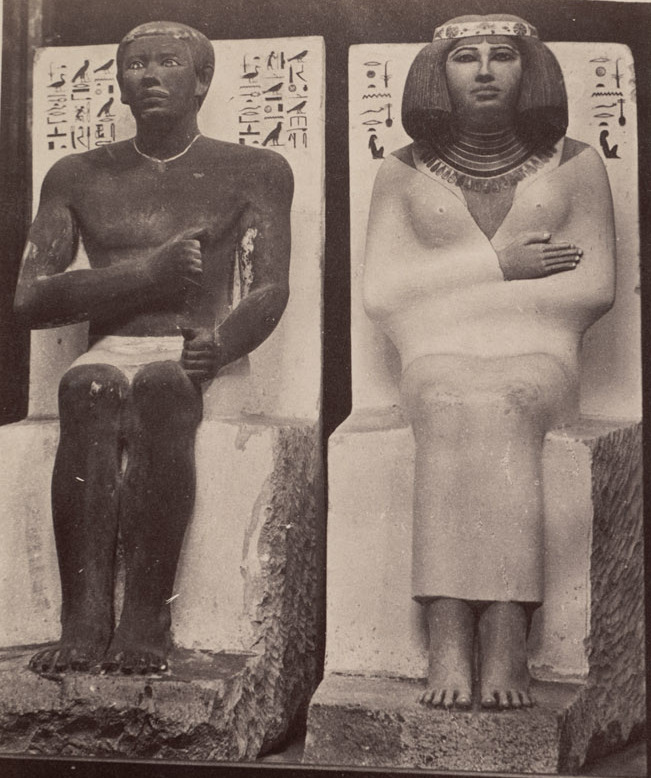
La coppia: Rahotep e Nofret
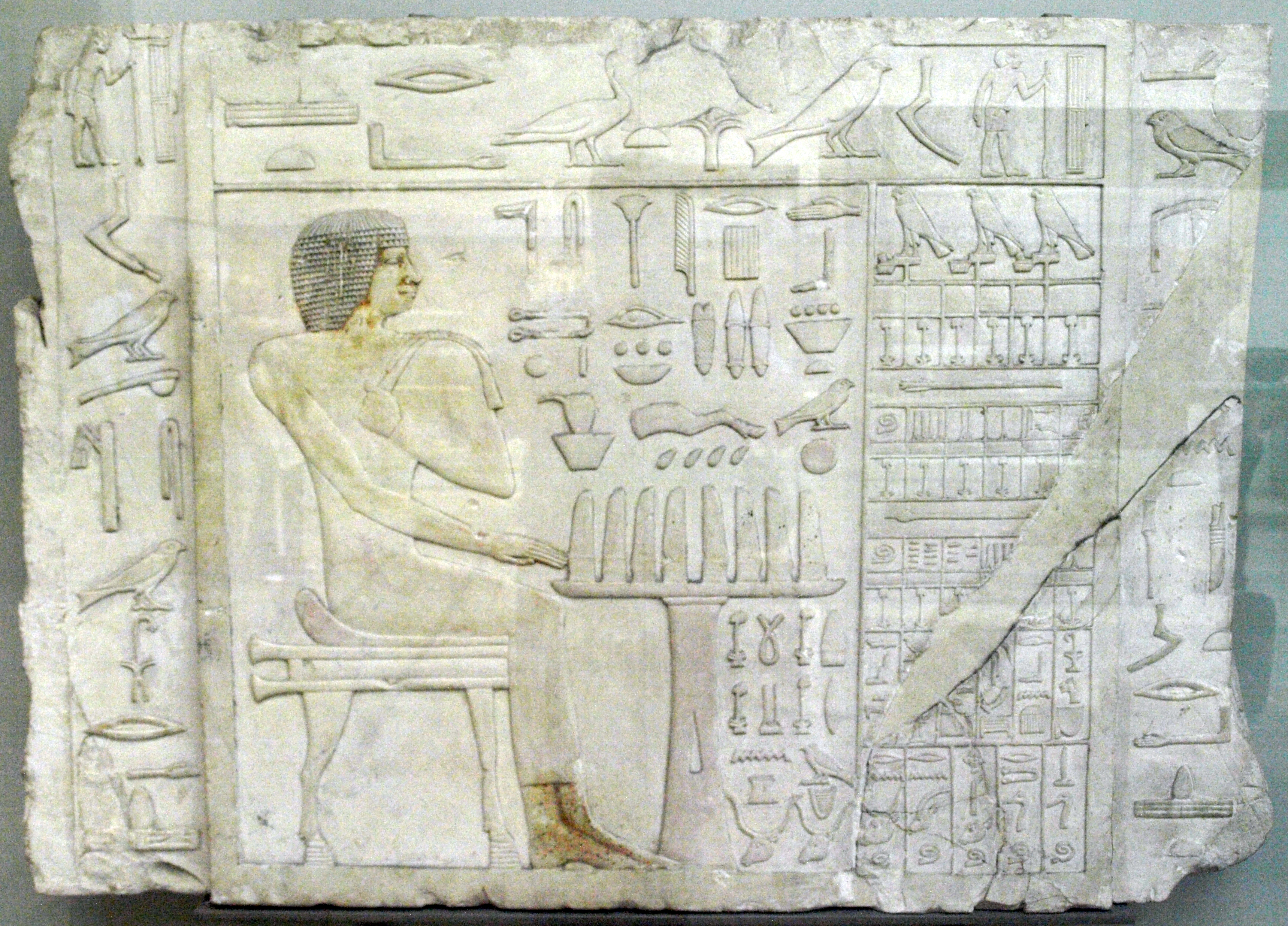
Stele di Rahotep

La statua è di calcarea colorata, i coniugi sono ritratti in maniera realistica, gli occhi dei due sono dati da pietre semi-preziosa. I colori utilizzati hanno una valenza simbolica, come il colore della pelle, chiaro per lei scuro per lui.